# Dichoptera picticeps
Dichoptera picticeps är en insektsart som beskrevs av Stsl 1870. Dichoptera picticeps ingår i släktet Dichoptera och familjen Dictyopharidae. Inga underarter finns listade i Catalogue of Life.